# Sho Kashima
Sho Kashima, né le 1er novembre 1986 à El Paso, est un skieur acrobatique américain spécialisé dans les épreuves de bosses. 
Actif depuis 2004, il a manqué les Jeux olympiques d'hiver en 2010 à cause d'une blessure au genou mais a pris part à trois mondiaux lors desquels il a obtenu trois résultats dans les dix premiers, enfin en Coupe du monde il est monté à trois reprises sur le podium durant la saison 2011-2012.

## Palmarès

### Championnats du monde
| Édition/Discipline | Bosses | Bosses en parallèle |
| Mondiaux 2007      | 30e    | 7e                  |
| Mondiaux 2009      | 6e     | 10e                 |
| Mondiaux 2011      |        | 18e                 |

### Coupe du monde
- Meilleur classement général : 31e en 2007 et 2009.
- Meilleur classement en bosses : 8e en 2009.
- 3 podiums en bosses.